# Németország az 1998. évi téli olimpiai játékokon
Németország a japán Naganóban megrendezett 1998. évi téli olimpiai játékok egyik részt vevő nemzete volt. Az országot az olimpián 14 sportágban 125 sportoló képviselte, akik összesen 29 érmet szereztek.

## Érmesek
| Érem  | Versenyző                                                   | Sportág        | Versenyszám                |
| ----- | ----------------------------------------------------------- | -------------- | -------------------------- |
| Arany | Katja Seizinger                                             | Alpesisí       | Női lesiklás               |
| Arany | Hilde Gerg                                                  | Alpesisí       | Női műlesiklás             |
| Arany | Katja Seizinger                                             | Alpesisí       | Női összetett              |
| Arany | Ricco Groß Peter Sendel Sven Fischer Frank Luck             | Biatlon        | Férfi 4 × 7,5 km váltó     |
| Arany | Uschi Disl Martina Zellner Katrin Apel Petra Behle          | Biatlon        | Női 4 × 7,5 km váltó       |
| Arany | Christoph Langen Markus Zimmermann Marco Jakobs Olaf Hampel | Bob            | Férfi négyes               |
| Arany | Gunda Niemann-Stirnemann                                    | Gyorskorcsolya | Női 3000 m                 |
| Arany | Claudia Pechstein                                           | Gyorskorcsolya | Női 5000 m                 |
| Arany | Nicola Thost                                                | Snowboard      | Női halfpipe               |
| Arany | Georg Hackl                                                 | Szánkó         | Férfi egyes                |
| Arany | Silke Kraushaar                                             | Szánkó         | Női egyes                  |
| Arany | Stefan Krausse Jan Behrendt                                 | Szánkó         | Kettes                     |
| Ezüst | Martina Ertl-Renz                                           | Alpesisí       | Női összetett              |
| Ezüst | Uschi Disl                                                  | Biatlon        | Női 7,5 km sprint          |
| Ezüst | Gunda Niemann-Stirnemann                                    | Gyorskorcsolya | Női 1500 m                 |
| Ezüst | Claudia Pechstein                                           | Gyorskorcsolya | Női 3000 m                 |
| Ezüst | Gunda Niemann-Stirnemann                                    | Gyorskorcsolya | Női 5000 m                 |
| Ezüst | Tatjana Mittermayer                                         | Síakrobatika   | Női mogul                  |
| Ezüst | Sven Hannawald Martin Schmitt Hansjörg Jäkle Dieter Thoma   | Síugrás        | Csapat                     |
| Ezüst | Heidi Renoth                                                | Snowboard      | Női giant slalom           |
| Ezüst | Barbara Niedernhuber                                        | Szánkó         | Női egyes                  |
| Bronz | Katja Seizinger                                             | Alpesisí       | Női óriás-műlesiklás       |
| Bronz | Hilde Gerg                                                  | Alpesisí       | Női összetett              |
| Bronz | Katrin Apel                                                 | Biatlon        | Női 7,5 km sprint          |
| Bronz | Uschi Disl                                                  | Biatlon        | Női 15 km egyéni indításos |
| Bronz | Christoph Langen Markus Zimmermann                          | Bob            | Férfi kettes               |
| Bronz | Anni Friesinger                                             | Gyorskorcsolya | Női 3000 m                 |
| Bronz | Mandy Wötzel Ingo Steuer                                    | Műkorcsolya    | Páros                      |
| Bronz | Jens Müller                                                 | Szánkó         | Férfi egyes                |

## Alpesisí
Férfi
| Versenyző     | Versenyszám      | 1. futam      | 1. futam      | 2. futam      | 2. futam      | Összesítés | Összesítés |
| Versenyző     | Versenyszám      | Idő           | Hely.         | Idő           | Hely.         | Idő        | Helyezés   |
| ------------- | ---------------- | ------------- | ------------- | ------------- | ------------- | ---------- | ---------- |
| Markus Eberle | Műlesiklás       | nem ért célba | nem ért célba | kiesett       | kiesett       | kiesett    | kiesett    |
| Markus Eberle | Óriás-műlesiklás | 1:24,01       | 26.           | nem ért célba | nem ért célba | kiesett    | kiesett    |

Női
| Versenyző                  | Versenyszám            | 1. futam | 1. futam | 2. futam | 2. futam | Összesítés    | Összesítés    |
| Versenyző                  | Versenyszám            | Idő      | Hely.    | Idő      | Hely.    | Idő           | Helyezés      |
| -------------------------- | ---------------------- | -------- | -------- | -------- | -------- | ------------- | ------------- |
| Monika Bergmann-Schmuderer | Műlesiklás             | 47,78    | 19.      | 47,21    | 6.       | 1:34,99       | 9.            |
| Martina Ertl-Renz          | Műlesiklás             | 46,22    | 5.       | 46,69    | 3.       | 1:32,91       | 4.            |
| Martina Ertl-Renz          | Óriás-műlesiklás       | 1:20,38  | 7.       | 1:32,34  | 3.       | 2:52,72       | 4.            |
| Martina Ertl-Renz          | Szuperóriás-műlesiklás |          |          |          |          | 1:18,46       | 7.            |
| Hilde Gerg                 | Lesiklás               |          |          |          |          | 1:29,96       | 9.*           |
| Hilde Gerg                 | Műlesiklás             | 45,89    | 2.       | 46,51    | 1.       | 1:32,40       |               |
| Hilde Gerg                 | Óriás-műlesiklás       | 1:21,45  | 13.      | 1:34,44  | 13.      | 2:55,89       | 13.           |
| Hilde Gerg                 | Szuperóriás-műlesiklás |          |          |          |          | 1:18,59       | 10.           |
| Katrin Gutensohn           | Lesiklás               |          |          |          |          | 1:29,96       | 9.*           |
| Regina Häusl               | Lesiklás               |          |          |          |          | nem ért célba | nem ért célba |
| Regina Häusl               | Óriás-műlesiklás       | 1:26,37  | 32.      | 1:38,20  | 29.      | 3:04,57       | 30.           |
| Regina Häusl               | Szuperóriás-műlesiklás |          |          |          |          | 1:18,27       | 4.            |
| Katja Seizinger            | Lesiklás               |          |          |          |          | 1:28,89       |               |
| Katja Seizinger            | Óriás-műlesiklás       | 1:20,19  | 5.       | 1:32,42  | 4.       | 2:52,61       |               |
| Katja Seizinger            | Szuperóriás-műlesiklás |          |          |          |          | 1:18,44       | 6.            |

| Versenyző                  | Versenyszám | Lesiklás | Lesiklás | Műlesiklás | Műlesiklás | Műlesiklás | Műlesiklás | Műlesiklás | Műlesiklás | Összesítés | Összesítés |
| Versenyző                  | Versenyszám | Lesiklás | Lesiklás | 1. futam   | 1. futam   | 2. futam   | 2. futam   | Össz.      | Össz.      | Összesítés | Összesítés |
| Versenyző                  | Versenyszám | Idő      | Hely.    | Idő        | Hely.      | Idő        | Hely.      | Idő        | Hely.      | Idő        | Helyezés   |
| -------------------------- | ----------- | -------- | -------- | ---------- | ---------- | ---------- | ---------- | ---------- | ---------- | ---------- | ---------- |
| Monika Bergmann-Schmuderer | Összetett   | 1:33,35  | 21.      | 37,41      | 11.        | 35,08      | 3.*        | 1:12,49    | 6.         | 2:45,84    | 12.        |
| Martina Ertl-Renz          | Összetett   | 1:29,76  | 4.       | 36,45      | 2.         | 34,71      | 1.         | 1:11,16    | 1.         | 2:40,92    |            |
| Hilde Gerg                 | Összetett   | 1:29,92  | 7.       | 36,52      | 3.         | 35,06      | 2.         | 1:11,58    | 2.         | 2:41,50    |            |
| Katja Seizinger            | Összetett   | 1:28,52  | 1.       | 37,14      | 5.         | 35,08      | 3.*        | 1:12,22    | 5.         | 2:40,74    |            |

* - egy másik versenyzővel azonos eredményt ért el

## Biatlon
Férfi
| Versenyző                                       | Versenyszám      | Lövőhiba    | Időeredmény | Helyezés |
| ----------------------------------------------- | ---------------- | ----------- | ----------- | -------- |
| Sven Fischer                                    | 10 km sprint     | 2 (1+1)     | 29:47,1     | 29.      |
| Sven Fischer                                    | 20 km egyéni     | 3 (1+0+1+1) | 59:26,1     | 16.      |
| Ricco Groß                                      | 10 km sprint     | 1 (0+1)     | 29:13,9     | 17.      |
| Ricco Groß                                      | 20 km egyéni     | 1 (0+0+1+0) | 58:15,4     | 6.       |
| Carsten Heymann                                 | 10 km sprint     | 2 (0+2)     | 30:09,6     | 34.      |
| Frank Luck                                      | 10 km sprint     | 1 (1+0)     | 28:40,3     | 7.       |
| Peter Sendel                                    | 20 km egyéni     | 1 (1+0+0+0) | 58:30,3     | 8.       |
| Jan Wüstenfeld                                  | 20 km egyéni     | 4 (0+0+2+2) | 1:01:07,9   | 32.      |
| Ricco Groß Peter Sendel Sven Fischer Frank Luck | 4 × 7,5 km váltó | 0+6         | 1:21:36,2   |          |

Női
| Versenyző                                          | Versenyszám      | Lövőhiba    | Időeredmény | Helyezés |
| -------------------------------------------------- | ---------------- | ----------- | ----------- | -------- |
| Katrin Apel                                        | 7,5 km sprint    | 1 (0+1)     | 23:32,4     |          |
| Katja Beer                                         | 15 km egyéni     | 4 (0+1+2+1) | 1:01:26,4   | 39.      |
| Petra Behle                                        | 7,5 km sprint    | 2 (2+0)     | 24:09,9     | 16.      |
| Petra Behle                                        | 15 km egyéni     | 1 (0+0+1+0) | 59:29,7     | 27.      |
| Uschi Disl                                         | 7,5 km sprint    | 1 (0+1)     | 23:08,7     |          |
| Uschi Disl                                         | 15 km egyéni     | 1 (0+0+0+1) | 55:17,9     |          |
| Martina Zellner                                    | 7,5 km sprint    | 2 (2+0)     | 25:09,8     | 30.      |
| Martina Zellner                                    | 15 km egyéni     | 4 (1+2+1+0) | 56:46,3     | 10.      |
| Uschi Disl Martina Zellner Katrin Apel Petra Behle | 4 × 7,5 km váltó | 0+11        | 1:40:13,6   |          |

## Bob
| Versenyző                                                   | Versenyszám | 1. futam | 1. futam | 2. futam | 2. futam | 3. futam | 3. futam | 4. futam | 4. futam | Összesítés | Összesítés |
| Versenyző                                                   | Versenyszám | Idő      | Hely.    | Idő      | Hely.    | Idő      | Hely.    | Idő      | Hely.    | Idő        | Helyezés   |
| ----------------------------------------------------------- | ----------- | -------- | -------- | -------- | -------- | -------- | -------- | -------- | -------- | ---------- | ---------- |
| Christoph Langen Markus Zimmermann                          | Kettes      | 54,82    | 7.       | 54,62    | 6.       | 54,11    | 1.       | 54,34    | 3.       | 3:37,89    |            |
| Dirk Wiese Marco Jakobs                                     | Kettes      | 54,83    | 8.       | 54,66    | 8.       | 54,63    | 11.      | 54,76    | 13.      | 3:38,88    | 11.        |
| Harald Czudaj Torsten Voss Steffen Görmer Alexander Szelig  | Négyes      | 53,12    | 7.       | 53,50    | 7.**     | 53,70    | 2.       |          |          | 2:40,32    | 8.         |
| Christoph Langen Markus Zimmermann Marco Jakobs Olaf Hampel | Négyes      | 52,70    | 1.       | 52,90    | 1.       | 53,81    | 8.*      |          |          | 2:39,41    |            |

** - két másik csapattal azonos eredményt ért el

## Curling

### Férfi
- Andy Kapp
- Uli Kapp
- Michael Schäffer
- Holger Höhne
- Oliver Axnick

#### Eredmények
Csoportkör
| Nemzet           | Szkip             | Gy | V |
| ---------------- | ----------------- | -- | - |
| Kanada           | Mike Harris       | 6  | 1 |
| Norvégia         | Eigil Ramsfjell   | 5  | 2 |
| Svájc            | Patrick Hürlimann | 5  | 2 |
| Egyesült Államok | Tim Somerville    | 3  | 4 |
| Japán            | Curuga Makoto     | 3  | 4 |
| Svédország       | Peja Lindholm     | 3  | 4 |
| Nagy-Britannia   | Douglas Dryburgh  | 2  | 5 |
| Németország      | Andy Kapp         | 1  | 6 |

- február 9., 14:00

| Sheet A            | Sheet A            | 1 | 2 | 3 | 4 | 5 | 6 | 7 | 8 | 9 | 10 | VE |
| 1. end utolsó köve | Németország (Kapp) | 0 | 0 | 1 | 0 | 2 | 0 | 0 | 1 | 0 | 0  | 4  |
|                    | Svájc (Hürlimann)  | 0 | 1 | 0 | 1 | 0 | 1 | 0 | 0 | 1 | 3  | 7  |

- február 10., 9:00

| Sheet D            | Sheet D              | 1 | 2 | 3 | 4 | 5 | 6 | 7 | 8 | 9 | 10 | VE |
| 1. end utolsó köve | Németország (Kapp)   | 1 | 0 | 1 | 0 | 0 | 0 | 2 | 1 | 0 | X  | 5  |
|                    | Norvégia (Ramsfjell) | 0 | 2 | 0 | 2 | 2 | 0 | 0 | 0 | 1 | X  | 7  |

- február 10., 19:00

| Sheet B            | Sheet B               | 1 | 2 | 3 | 4 | 5 | 6 | 7 | 8 | 9 | 10 | VE |
|                    | Németország (Kapp)    | 0 | 1 | 0 | 1 | 0 | 1 | 1 | 0 | 2 | 0  | 6  |
| 1. end utolsó köve | Svédország (Lindholm) | 1 | 0 | 1 | 0 | 3 | 0 | 0 | 1 | 0 | 1  | 7  |

- február 11., 14:00

| Sheet C            | Sheet C            | 1 | 2 | 3 | 4 | 5 | 6 | 7 | 8 | 9 | 10 | VE |
|                    | Németország (Kapp) | 0 | 0 | 2 | 1 | 0 | 0 | 2 | 1 | 0 | X  | 6  |
| 1. end utolsó köve | Kanada (Harris)    | 2 | 2 | 0 | 0 | 2 | 2 | 0 | 0 | 2 | X  | 10 |

- február 12., 9:00

| Sheet A            | Sheet A                       | 1 | 2 | 3 | 4 | 5 | 6 | 7 | 8 | 9 | 10 | VE |
| 1. end utolsó köve | Egyesült Államok (Somerville) | 2 | 0 | 2 | 0 | 1 | 1 | 0 | 0 | 2 | X  | 8  |
|                    | Németország (Kapp)            | 0 | 1 | 0 | 2 | 0 | 0 | 1 | 1 | 0 | X  | 5  |

- február 12., 19:00

| Sheet C            | Sheet C                   | 1 | 2 | 3 | 4 | 5 | 6 | 7 | 8 | 9 | 10 | VE |
|                    | Nagy-Britannia (Dryburgh) | 0 | 0 | 0 | 0 | 0 | 2 | 0 | 0 | 2 | 0  | 4  |
| 1. end utolsó köve | Németország (Kapp)        | 1 | 0 | 1 | 1 | 2 | 0 | 0 | 1 | 0 | 1  | 7  |

- február 13., 14:00

| Sheet B            | Sheet B            | 1 | 2 | 3 | 4 | 5 | 6 | 7 | 8 | 9 | 10 | VE |
| 1. end utolsó köve | Japán (Curuga)     | 2 | 0 | 0 | 0 | 1 | 1 | 0 | 1 | 0 | 2  | 7  |
|                    | Németország (Kapp) | 0 | 1 | 0 | 1 | 0 | 0 | 1 | 0 | 2 | 0  | 5  |

| Csapat      | Helyezés |
| ----------- | -------- |
| Németország | 8.       |

### Női
- Andrea Schöpp
- Monika Wagner
- Natalie Nessler
- Heike Wieländer
- Carine Meidele

#### Eredmények
Csoportkör
| Nemzet           | Szkip                | Gy | V |
| ---------------- | -------------------- | -- | - |
| Kanada           | Sandra Schmirler     | 6  | 1 |
| Svédország       | Elisabet Gustafson   | 6  | 1 |
| Dánia            | Helena Blach Lavrsen | 5  | 2 |
| Nagy-Britannia   | Kirsty Hay           | 4  | 3 |
| Japán            | Ókucu Majumi         | 2  | 5 |
| Norvégia         | Dordi Nordby         | 2  | 5 |
| Egyesült Államok | Lisa Schoeneberg     | 2  | 5 |
| Németország      | Andrea Schöpp        | 1  | 6 |

- február 9., 9:00

| Sheet C            | Sheet C              | 1 | 2 | 3 | 4 | 5 | 6 | 7 | 8 | 9 | 10 | VE |
| 1. end utolsó köve | Németország (Schöpp) | 2 | 0 | 0 | 1 | 0 | 2 | 0 | 0 | 0 | 0  | 5  |
|                    | Dánia (Lavrsen)      | 0 | 1 | 0 | 0 | 1 | 0 | 1 | 1 | 1 | 1  | 6  |

- február 9., 19:00

| Sheet B            | Sheet B              | 1 | 2 | 3 | 4 | 5 | 6 | 7 | 8 | 9 | 10 | VE |
| 1. end utolsó köve | Németország (Schöpp) | 0 | 0 | 1 | 0 | 0 | 1 | 0 | X | X | X  | 2  |
|                    | Japán (Ókucu)        | 1 | 3 | 0 | 1 | 1 | 0 | 3 | X | X | X  | 9  |

- február 10., 14:00

| Sheet A            | Sheet A                        | 1 | 2 | 3 | 4 | 5 | 6 | 7 | 8 | 9 | 10 | VE |
| 1. end utolsó köve | Németország (Schöpp)           | 0 | 0 | 2 | 1 | 0 | 0 | 0 | 2 | 0 | 0  | 5  |
|                    | Egyesült Államok (Schoeneberg) | 2 | 1 | 0 | 0 | 0 | 1 | 1 | 0 | 2 | 1  | 8  |

- február 11., 9:00

| Sheet C            | Sheet C              | 1 | 2 | 3 | 4 | 5 | 6 | 7 | 8 | 9 | 10 | 11 | VE |
| 1. end utolsó köve | Norvégia (Nordby)    | 0 | 0 | 0 | 1 | 0 | 1 | 0 | 2 | 1 | 1  | 0  | 6  |
|                    | Németország (Schöpp) | 1 | 0 | 1 | 0 | 1 | 0 | 3 | 0 | 0 | 0  | 1  | 7  |

- február 11., 19:00

| Sheet D            | Sheet D                | 1 | 2 | 3 | 4 | 5 | 6 | 7 | 8 | 9 | 10 | VE |
|                    | Németország (Schöpp)   | 0 | 0 | 1 | 0 | 0 | 0 | 1 | 1 | 0 | X  | 3  |
| 1. end utolsó köve | Svédország (Gustafson) | 0 | 2 | 0 | 0 | 2 | 2 | 0 | 0 | 2 | X  | 8  |

- február 12., 14:00

| Sheet B            | Sheet B              | 1 | 2 | 3 | 4 | 5 | 6 | 7 | 8 | 9 | 10 | VE |
|                    | Nagy-Britannia (Hay) | 0 | 1 | 0 | 1 | 0 | 1 | 1 | 0 | 0 | 2  | 6  |
| 1. end utolsó köve | Németország (Schöpp) | 1 | 0 | 0 | 0 | 1 | 0 | 0 | 2 | 1 | 0  | 5  |

- február 13., 9:00

| Sheet D            | Sheet D              | 1 | 2 | 3 | 4 | 5 | 6 | 7 | 8 | 9 | 10 | VE |
|                    | Kanada (Schmirler)   | 0 | 1 | 0 | 1 | 0 | 3 | 0 | 0 | 3 | X  | 8  |
| 1. end utolsó köve | Németország (Schöpp) | 1 | 0 | 1 | 0 | 2 | 0 | 1 | 0 | 0 | X  | 5  |

| Csapat      | Helyezés |
| ----------- | -------- |
| Németország | 8.       |

## Északi összetett
| Versenyző                                                  | Versenyszám | Síugrás | Síugrás | Síugrás    | Sífutás    | Sífutás    | Összesítés | Összesítés |
| Versenyző                                                  | Versenyszám | Pont    | Hely.   | Időhátrány | Idő        | Hely.      | Idő        | Helyezés   |
| ---------------------------------------------------------- | ----------- | ------- | ------- | ---------- | ---------- | ---------- | ---------- | ---------- |
| Ronny Ackermann                                            | Egyéni      | 209,5   | 18.     | +3:09      | 40:43,9    | 7.         | 43:52,9    | 12.        |
| Josef Buchner                                              | Egyéni      | 203,0   | 26.     | +3:48      | nem indult | nem indult | kiesett    | kiesett    |
| Jens Deimel                                                | Egyéni      | 221,0   | 10.     | +2:00      | 41:56,3    | 24.        | 43:56,3    | 13.        |
| Matthias Looß                                              | Egyéni      | 187,0   | 41.     | +5:24      | 41:30,2    | 19.        | 46:54,2    | 32.        |
| Matthias Looß Ronny Ackermann Thorsten Schmitt Jens Deimel | Csapat      | 861,0   | 7.      | +1:15      | 55:07,0    | 4.         | 56:22,0    | 6.         |

## Gyorskorcsolya
Férfi
| Versenyző            | Versenyszám | 1. futam | 1. futam | 2. futam      | 2. futam      | Eredmény | Helyezés |
| Versenyző            | Versenyszám | Idő      | Hely.    | Idő           | Hely.         | Eredmény | Helyezés |
| -------------------- | ----------- | -------- | -------- | ------------- | ------------- | -------- | -------- |
| Peter Adeberg        | 500 m       | 36,92    | 31.      | nem ért célba | nem ért célba | kiesett  | kiesett  |
| Peter Adeberg        | 1000 m      |          |          |               |               | 1:11,90  | 9.*      |
| Peter Adeberg        | 1500 m      |          |          |               |               | 1:51,50  | 13.      |
| Alexander Baumgärtel | 5000 m      |          |          |               |               | 6:39,44  | 13.      |
| Alexander Baumgärtel | 10 000 m    |          |          |               |               | 13:48,44 | 10.      |
| Christian Breuer     | 500 m       | 36,78    | 26.      | 36,41         | 15.***        | 73,19    | 19.      |
| Christian Breuer     | 1000 m      |          |          |               |               | 1:12,33  | 16.      |
| Christian Breuer     | 1500 m      |          |          |               |               | 1:50,96  | 9.       |
| Frank Dittrich       | 1500 m      |          |          |               |               | 1:53,64  | 33.      |
| Frank Dittrich       | 5000 m      |          |          |               |               | 6:32,17  | 5.       |
| Frank Dittrich       | 10 000 m    |          |          |               |               | 13:36,58 | 6.       |
| Michael Künzel       | 500 m       | 36,56    | 15.*     | 36,19         | 8.            | 72,75    | 11.      |
| René Taubenrauch     | 1500 m      |          |          |               |               | 1:54,91  | 38.      |
| René Taubenrauch     | 5000 m      |          |          |               |               | 6:35,21  | 6.       |
| René Taubenrauch     | 10 000 m    |          |          |               |               | 13:52,10 | 11.      |

Női
| Versenyző                | Versenyszám | 1. futam | 1. futam | 2. futam | 2. futam | Eredmény       | Helyezés       |
| Versenyző                | Versenyszám | Idő      | Hely.    | Idő      | Hely.    | Eredmény       | Helyezés       |
| ------------------------ | ----------- | -------- | -------- | -------- | -------- | -------------- | -------------- |
| Anke Baier-Loef          | 500 m       | 39,73    | 16.      | 39,75    | 16.      | 79,48          | 15.            |
| Anke Baier-Loef          | 1000 m      |          |          |          |          | 1:19,42        | 16.            |
| Anni Friesinger          | 1500 m      |          |          |          |          | 1:59,20        | 5.             |
| Anni Friesinger          | 3000 m      |          |          |          |          | 4:09,44        |                |
| Monique Garbrecht        | 500 m       | 39,11    | 7.*      | 39,34    | 10.      | 78,45          | 8.             |
| Monique Garbrecht        | 1000 m      |          |          |          |          | 1:18,76        | 10.            |
| Gunda Niemann-Stirnemann | 1500 m      |          |          |          |          | 1:58,66        |                |
| Gunda Niemann-Stirnemann | 3000 m      |          |          |          |          | 4:07,29        |                |
| Gunda Niemann-Stirnemann | 5000 m      |          |          |          |          | 6:59,65        |                |
| Claudia Pechstein        | 1500 m      |          |          |          |          | 1:59,46        | 7.             |
| Claudia Pechstein        | 3000 m      |          |          |          |          | 4:08,47        |                |
| Claudia Pechstein        | 5000 m      |          |          |          |          | 6:59,61        |                |
| Franziska Schenk         | 500 m       | 38,88    | 5.       | 38,57    | 4.       | 77,45          | 4.             |
| Franziska Schenk         | 1000 m      |          |          |          |          | nem ért célba~ | nem ért célba~ |
| Sabine Völker            | 500 m       | 39,19    | 10.      | 39,00    | 6.       | 78,19          | 7.             |
| Sabine Völker            | 1000 m      |          |          |          |          | 1:17,54        | 4.             |
| Heike Warnicke           | 5000 m      |          |          |          |          | 7:30,83        | 14.            |

* - egy másik versenyzővel azonos eredményt ért el

*** - három másik versenyzővel azonos eredményt ért el

~ - a futam során elesett

## Jégkorong

### Férfi
| Német nemzeti férfi jégkorongcsapat-játékoskeret | Német nemzeti férfi jégkorongcsapat-játékoskeret | Német nemzeti férfi jégkorongcsapat-játékoskeret |
| #                                                | Név                                              | Poszt                                            |
| ------------------------------------------------ | ------------------------------------------------ | ------------------------------------------------ |
| 1                                                | Olaf Kölzig                                      | K                                                |
| 30                                               | Josef Heiß                                       | K                                                |
| 27                                               | Klaus Merk                                       | K                                                |
| 12                                               | Mirko Lüdemann                                   | V                                                |
| 15                                               | Jochen Molling                                   | V                                                |
| 32                                               | Lars Brüggemann                                  | V                                                |
| 33                                               | Markus Wieland                                   | V                                                |
| 36                                               | Erich Goldmann                                   | V                                                |
| 41                                               | Daniel Kunce                                     | V                                                |
| 44                                               | Uwe Krupp                                        | V                                                |
| 47                                               | Brad Bergen                                      | V                                                |
| 7                                                | Thomas Brandl                                    | T                                                |
| 10                                               | Reemt Pyka                                       | T                                                |
| 16                                               | Benoît Doucet                                    | T                                                |
| 17                                               | Peter Draisaitl                                  | T                                                |
| 20                                               | Jürgen Rumrich                                   | T                                                |
| 22                                               | Andreas Lupzig                                   | T                                                |
| 23                                               | Dieter Hegen                                     | T                                                |
| 29                                               | Jochen Hecht                                     | T                                                |
| 39                                               | Marco Sturm                                      | T                                                |
| 71                                               | Stefan Ustorf                                    | T                                                |
| 81                                               | Mark MacKay                                      | T                                                |
| 83                                               | Jan Benda                                        | T                                                |

- Posztok rövidítései: K – Kapus, V – Védő, T – Támadó

#### Eredmények
Selejtező
B csoport
| Csapat           | M | Gy | D | V | G+ | G– | Gk  | P |
| ---------------- | - | -- | - | - | -- | -- | --- | - |
| Fehéroroszország | 3 | 2  | 1 | 0 | 14 | 4  | +10 | 5 |
| Németország      | 3 | 2  | 0 | 1 | 7  | 9  | –2  | 4 |
| Franciaország    | 3 | 1  | 0 | 2 | 5  | 8  | –3  | 2 |
| Japán            | 3 | 0  | 1 | 2 | 5  | 10 | –5  | 1 |

| 1998. február 7. | Németország (GER) | 3 – 1 (0–0, 1–0, 2–1) | Japán | The Big Hat/ Aqua Wing Arena, Nagano Nézőszám: 9861 |

|  |  |  |  |  |
|  |  |  |  |  |
|  |  |  |  |  |
|  |  |  |  |  |

| 1998. február 9. | Németország (GER) | 2 – 8 (0–2, 2–3, 0–3) | Fehéroroszország | The Big Hat/ Aqua Wing Arena, Nagano Nézőszám: 8063 |

|  |  |  |  |  |
|  |  |  |  |  |
|  |  |  |  |  |
|  |  |  |  |  |

| 1998. február 10. | Franciaország (FRA) | 0 – 2 (0–0, 0–1, 0–1) | Németország | The Big Hat/ Aqua Wing Arena, Nagano Nézőszám: 3916 |

|  |  |  |  |  |
|  |  |  |  |  |
|  |  |  |  |  |
|  |  |  |  |  |

A 9. helyért
| 1998. február 12. | Németország (GER) | 4 – 2 (0–1, 1–1, 3–0) | Szlovákia | The Big Hat/ Aqua Wing Arena, Nagano Nézőszám: 8670 |

|  |  |  |  |  |
|  |  |  |  |  |
|  |  |  |  |  |
|  |  |  |  |  |

| Csapat      | Helyezés |
| ----------- | -------- |
| Németország | 9.       |

## Műkorcsolya
| Versenyző                  | Versenyszám | Rövid program     | Rövid program | Rövid program | Kűr               | Kűr   | Kűr         | Összesítés         | Összesítés |
| Versenyző                  | Versenyszám | Több. hely. száma | Hely.         | Hely. pont.   | Több. hely. száma | Hely. | Hely. pont. | Helyezési pontszám | Helyezés   |
| -------------------------- | ----------- | ----------------- | ------------- | ------------- | ----------------- | ----- | ----------- | ------------------ | ---------- |
| Mandy Wötzel Ingo Steuer   | Páros       | 8×2+              | 2.            | 1,0           | 9×3+              | 3.    | 3,0         | 4,0                |            |
| Peggy Schwarz Mirko Müller | Páros       | 6×9+              | 9.            | 4,5           | 7×8+              | 8.    | 8,0         | 12,5               | 9.         |

| Versenyző               | Versenyszám | Kötelező tánc 1   | Kötelező tánc 1 | Kötelező tánc 1 | Kötelező tánc 2   | Kötelező tánc 2 | Kötelező tánc 2 | Eredeti (original) tánc | Eredeti (original) tánc | Eredeti (original) tánc | Kűr               | Kűr   | Kűr         | Összesítés         | Összesítés |
| Versenyző               | Versenyszám | Több. hely. száma | Hely.           | Hely. pont.     | Több. hely. száma | Hely.           | Hely. pont.     | Több. hely. száma       | Hely.                   | Hely. pont.             | Több. hely. száma | Hely. | Hely. pont. | Helyezési pontszám | Helyezés   |
| ----------------------- | ----------- | ----------------- | --------------- | --------------- | ----------------- | --------------- | --------------- | ----------------------- | ----------------------- | ----------------------- | ----------------- | ----- | ----------- | ------------------ | ---------- |
| Kati Winkler René Lohse | Jégtánc     | 6×11+             | 11.             | 2,2             | 6×11+             | 11.             | 2,2             | 5×9+                    | 9.                      | 5,4                     | 9×10+             | 10.   | 10,0        | 19,8               | 10.        |

## Rövidpályás gyorskorcsolya
Férfi
| Versenyző     | Versenyszám | Előfutam | Előfutam | Negyeddöntő | Negyeddöntő | Elődöntő | Elődöntő | B döntő | B döntő | Döntő   | Döntő   | Helyezés |
| Versenyző     | Versenyszám | Idő      | Hely.    | Idő         | Hely.       | Idő      | Hely.    | Idő     | Hely.   | Idő     | Hely.   | Helyezés |
| ------------- | ----------- | -------- | -------- | ----------- | ----------- | -------- | -------- | ------- | ------- | ------- | ------- | -------- |
| Arian Nachbar | 500 m       | 44,882   | 3.       | kiesett     | kiesett     | kiesett  | kiesett  | kiesett | kiesett | kiesett | kiesett | 23.      |
| Arian Nachbar | 1000 m      | 1:32,493 | 3.       | kiesett     | kiesett     | kiesett  | kiesett  | kiesett | kiesett | kiesett | kiesett | 19.      |

Női
| Versenyző                                           | Versenyszám  | Előfutam | Előfutam | Negyeddöntő | Negyeddöntő | Elődöntő | Elődöntő | B döntő  | B döntő | Döntő   | Döntő   | Helyezés |
| Versenyző                                           | Versenyszám  | Idő      | Hely.    | Idő         | Hely.       | Idő      | Hely.    | Idő      | Hely.   | Idő     | Hely.   | Helyezés |
| --------------------------------------------------- | ------------ | -------- | -------- | ----------- | ----------- | -------- | -------- | -------- | ------- | ------- | ------- | -------- |
| Susanne Busch                                       | 500 m        | 1:30,607 | 4.       | kiesett     | kiesett     | kiesett  | kiesett  | kiesett  | kiesett | kiesett | kiesett | 31.      |
| Susanne Busch                                       | 1000 m       | 1:38,379 | 3.       | kiesett     | kiesett     | kiesett  | kiesett  | kiesett  | kiesett | kiesett | kiesett | 20.      |
| Yvonne Kunze                                        | 500 m        | 46,887   | 3.       | kiesett     | kiesett     | kiesett  | kiesett  | kiesett  | kiesett | kiesett | kiesett | 20.      |
| Yvonne Kunze                                        | 1000 m       | 1:44,870 | 3.       | kiesett     | kiesett     | kiesett  | kiesett  | kiesett  | kiesett | kiesett | kiesett | 24.      |
| Susanne Busch Anne Eckner Yvonne Kunze Katrin Weber | 3000 m váltó |          |          |             |             | 4:38,776 | 4.       | 4:37,110 | 4.      |         |         | 8.       |

## Síakrobatika
Mogul
| Versenyző           | Versenyszám | Selejtező | Selejtező | Döntő | Döntő    |
| Versenyző           | Versenyszám | Pont      | Helyezés  | Pont  | Helyezés |
| ------------------- | ----------- | --------- | --------- | ----- | -------- |
| Tatjana Mittermayer | Női         | 23,07     | 3.*       | 24,62 |          |
| Gabriele Rauscher   | Női         | 22,11     | 12.       | 23,59 | 11.      |
| Sandra Schmitt      | Női         | 22,63     | 6.        | 23,67 | 9.       |

## Sífutás
Férfi
| Versenyző                                                      | Versenyszám         | Eredmény      | Helyezés      |
| -------------------------------------------------------------- | ------------------- | ------------- | ------------- |
| Jochen Behle                                                   | 10 km               | 29:55,9       | 40.           |
| Jochen Behle                                                   | 30 km               | nem ért célba | nem ért célba |
| Johann Mühlegg                                                 | 10 km               | 29:12,3       | 27.           |
| Johann Mühlegg                                                 | 15 km üldözőverseny | 41:48,3       | 17.           |
| Johann Mühlegg                                                 | 50 km               | 2:07:25,3     | 7.            |
| Torald Rein                                                    | 30 km               | 1:49:06,7     | 57.           |
| Andreas Schlütter                                              | 10 km               | 28:48,0       | 16.           |
| Andreas Schlütter                                              | 15 km üldözőverseny | 41:08,3       | 12.           |
| Andreas Schlütter                                              | 30 km               | 1:40:27,1     | 21.           |
| Andreas Schlütter                                              | 50 km               | 2:17:52,1     | 36.           |
| René Sommerfeldt                                               | 10 km               | 29:52,5       | 38.           |
| René Sommerfeldt                                               | 15 km üldözőverseny | 43:49,5       | 29.           |
| René Sommerfeldt                                               | 50 km               | 2:16:19,9     | 26.           |
| Andreas Schlütter Jochen Behle René Sommerfeldt Johann Mühlegg | 4 × 10 km váltó     | 1:43:16,1     | 8.            |

Női
| Versenyző                                                         | Versenyszám         | Eredmény      | Helyezés      |
| ----------------------------------------------------------------- | ------------------- | ------------- | ------------- |
| Constanze Blum                                                    | 5 km                | 19:02,4       | 30.           |
| Constanze Blum                                                    | 10 km üldözőverseny | 31:28,5       | 26.           |
| Constanze Blum                                                    | 15 km               | 50:30,3       | 21.           |
| Constanze Blum                                                    | 30 km               | 1:31:52,9     | 31.           |
| Anke Reschwamm-Schulze                                            | 5 km                | 19:14,7       | 37.           |
| Anke Reschwamm-Schulze                                            | 10 km üldözőverseny | 31:53,4       | 31.           |
| Anke Reschwamm-Schulze                                            | 15 km               | 51:54,0       | 38.           |
| Anke Reschwamm-Schulze                                            | 30 km               | 1:30:54,6     | 26.           |
| Kati Wilhelm                                                      | 5 km                | 18:56,9       | 26.           |
| Kati Wilhelm                                                      | 10 km üldözőverseny | 31:54,0       | 32.           |
| Kati Wilhelm                                                      | 30 km               | 1:28:27,7     | 16.           |
| Sigrid Wille                                                      | 5 km                | 19:15,6       | 38.           |
| Sigrid Wille                                                      | 10 km üldözőverseny | 34:15,1       | 54.           |
| Sigrid Wille                                                      | 15 km               | 51:19,3       | 28.           |
| Manuela Henkel                                                    | 15 km               | 51:53,4       | 36.           |
| Manuela Henkel                                                    | 30 km               | nem ért célba | nem ért célba |
| Kati Wilhelm Manuela Henkel Constanze Blum Anke Reschwamm-Schulze | 4 × 5 km váltó      | 56:55,4       | 5.            |

## Síugrás
| Versenyző                                                 | Versenyszám | 1. ugrás | 1. ugrás | 2. ugrás | 2. ugrás | Összesítés | Összesítés |
| Versenyző                                                 | Versenyszám | Pont     | Hely.    | Pont     | Hely.    | Pont       | Helyezés   |
| --------------------------------------------------------- | ----------- | -------- | -------- | -------- | -------- | ---------- | ---------- |
| Sven Hannawald                                            | Normálsánc  | 103,0    | 13.*     | 104,5    | 10.      | 207,5      | 14.        |
| Sven Hannawald                                            | Nagysánc    | 78,0     | 48.      | kiesett  | kiesett  | kiesett    | kiesett    |
| Hansjörg Jäkle                                            | Normálsánc  | 99,5     | 19.      | 101,0    | 17.      | 200,5      | 17.        |
| Hansjörg Jäkle                                            | Nagysánc    | 61,1     | 57.      | kiesett  | kiesett  | kiesett    | kiesett    |
| Martin Schmitt                                            | Normálsánc  | 100,0    | 18.      | 99,5     | 19.*     | 199,5      | 19.        |
| Martin Schmitt                                            | Nagysánc    | 112,3    | 11.      | 121,4    | 11.      | 233,7      | 14.        |
| Dieter Thoma                                              | Normálsánc  | 106,0    | 12.      | 102,5    | 15.      | 208,5      | 13.        |
| Dieter Thoma                                              | Nagysánc    | 105,2    | 22.      | 130,4    | 6.       | 235,6      | 12.        |
| Sven Hannawald Martin Schmitt Hansjörg Jäkle Dieter Thoma | Csapat      | 401,1    | 2.       | 496,3    | 2.       | 897,4      |            |

## Snowboard
Halfpipe
| Versenyző          | Versenyszám | 1. selejtező | 1. selejtező | 2. selejtező  | 2. selejtező  | Döntő      | Döntő      | Döntő   | Helyezés |
| Versenyző          | Versenyszám | Pont         | Hely.        | Pont          | Hely.         | 1. forduló | 2. forduló | Össz.   | Helyezés |
| ------------------ | ----------- | ------------ | ------------ | ------------- | ------------- | ---------- | ---------- | ------- | -------- |
| Xaver Hoffmann     | Férfi       | 28,3         | 32.          | 38,2          | 9.            | kiesett    | kiesett    | kiesett | 17.      |
| Sandra Farmand     | Női         | 22,1         | 25.          | nem ért célba | nem ért célba | kiesett    | kiesett    | kiesett | 26.      |
| Nicola Thost       | Női         | 30,6         | 13.          | 37,4          | 1.            | 37,5       | 37,1       | 74,6    |          |
| Sabine Wehr-Hasler | Női         | 29,5         | 15.          | 30,5          | 11.           | kiesett    | kiesett    | kiesett | 15.      |

Giant slalom
| Bernd Kroschewski | Férfi | 1:03,53       | 22.*          | kizárták | kizárták | kiesett | kiesett | kiesett | kiesett |
| Dieter Moherndl   | Férfi | 1:03,03       | 19.           | 1:07,00  | 12.      | 2:10,03 | 14.     |         |         |
| Sandra Farmand    | Női   | 1:14,39       | 10.           | 1:08,71  | 12.      | 2:23,10 | 9.      |         |         |
| Burgl Heckmair    | Női   | nem ért célba | nem ért célba | kiesett  | kiesett  | kiesett | kiesett |         |         |
| Heidi Renoth      | Női   | 1:11,92       | 5.            | 1:07,25  | 3.       | 2:19,17 |         |         |         |

* - egy másik versenyzővel azonos eredményt ért el

## Szánkó
| Versenyző                   | Versenyszám | 1. futam | 1. futam | 2. futam | 2. futam | 3. futam | 3. futam | 4. futam | 4. futam | Összesítés | Összesítés |
| Versenyző                   | Versenyszám | Idő      | Hely.    | Idő      | Hely.    | Idő      | Hely.    | Idő      | Hely.    | Idő        | Helyezés   |
| --------------------------- | ----------- | -------- | -------- | -------- | -------- | -------- | -------- | -------- | -------- | ---------- | ---------- |
| Karsten Albert              | Férfi egyes | 50,353   | 12.      | 50,172   | 13.      | 50,080   | 11.      | 50,499   | 17.      | 3:21,104   | 12.        |
| Georg Hackl                 | Férfi egyes | 49,619   | 1.       | 49,573   | 1.       | 49,614   | 1.       | 49,630   | 1.       | 3:18,436   |            |
| Jens Müller                 | Férfi egyes | 49,954   | 4.       | 49,700   | 3.       | 49,729   | 2.       | 49,710   | 2.       | 3:19,093   |            |
| Susi Erdmann                | Női egyes   | 51,475   | 4.       | 51,348   | 5.       | 50,895   | 3.       | 50,731   | 5.       | 3:24,449   | 4.         |
| Silke Kraushaar             | Női egyes   | 51,197   | 1.       | 51,178   | 2.       | 50,787   | 1.       | 50,617   | 2.       | 3:23,779   |            |
| Barbara Niedernhuber        | Női egyes   | 51,216   | 2.       | 51,103   | 1.       | 50,837   | 2.       | 50,625   | 3.       | 3:23,781   |            |
| Stefan Krauße Jan Behrendt  | Kettes      | 50,592   | 1.       | 50,513   | 3.       |          |          |          |          | 1:41,105   |            |
| Steffen Skel Steffen Wöller | Kettes      | 51,408   | 10.      | 50,816   | 6.       |          |          |          |          | 1:42,224   | 8.         |